# Lone Lunding
Anne Lone Lunding Olsen (født 18. juni 1944) er en dansk politiker fra Socialdemokratiet, der fra 1990 til 1993 var borgmester i Stenløse Kommune.
Lunding er uddannet på Tegne- og Kunstindustriskolen i 1965 og har desuden en uddannelse som socionom fra Roskilde Universitet fra 1984. I 1970 flyttede Lunding til Ganløse, hvor hun sad i skolenævnet på Ganløse Skole, samt var spejderleder. Ved kommunalvalget i 1974 blev hun indvalgt i Stenløse byråd for Socialdemokratiet, og efter valget i 1989 blev hun konstitueret som den første socialdemokratiske borgmester i 15 år. Det blev dog kun til én enkelt periode som borgmester, eftersom hendes forgænger, Venstres Peter Hald Appel, efter kommunalvalget i 1993 vandt konstitueringen og blev borgmester igen. Lone Lunding sad herefter i byrådet frem til 2001.